# Caracușenii Vechi, Briceni
Caracușenii Vechi este un sat din raionul Briceni, Republica Moldova. 

## Geografie
Localitatea este amplasată pe o suprafață de 4.852,39 ha. La sud-est de sat este amplasat Complexul geologico-paleontologic din bazinul râului Lopatnic, o arie protejată din categoria rezervațiilor peisagistice. La nord-vest, pe un versant forestier, se întinde sectorul reprezentativ cu vegetație silvică Caracușeni.
Satul este așezat în partea de sud a raionului Briceni și se se învecinează cu următoarele localități:
- la nord cu satul Tabani
- la nord-est cu satul Berlinți
- la est cu satul Trestieni
- la sud-est cu satul Constantinovca
- la sud cu satul Corjeuți

## Istorie
A fost atestat pentru prima dată la 2 mai 1585, cu numele Carapușceni:
„Petru voievod, din mila lui Dumnezeu, domn al Țării Moldovei. Iată au venit înaintea noastră și înaintea tuturor boierilor noștri slugile noastre, Onciul Herțea și surorile lui, Olena și Mărica și nepoții lor de frate, copiii lui Coste, fiii Sofiței, fiica lui Luca Arbure și vara lor, Salomia, fiica Nastasiei, nepoata lui Arbure și verii lor, Mărica și fratele ei, Pătrașco, fiii Stancăi, fiica lui Arbure și matușele lor, Odochia și sora lor Mărica, fiicele lui Arbure, și deasemeni sora lor, Ana, fiica lui Luca Arbure, de bună voia lor nesiliți de nimeni, nici asupriți și au împărțit între dânșii dreptele lor ocine și dedine din privilegiul de imparțială a avut tatăl și bunicul lor, Luca Arbure, dela Ștefan voievod cel Tânar, și din privilegiul de cumpărături ce a avut dela Bogdan voievod cel Bătrân și din privilegiul de întărire ce a avut bunica lor, Nastasia, mama lui Arbure, dela același Bogdan voievod, satul anume Vorona, cu moară și Svicicăuții cu moară și Blișcenăuții cu moară și Carapușcenii cu moară și Bogdăneștii și cu moară și Solca cu moară și Romancăuții cu moară și Solonețul cu moară și Botășanii și Drăgușenii cu moară și Cajvenii și Hrinceștii cu moară și Mandăcauții cu moară și Culicenii cu moară și Trăbujenii și Ceplinții cu moară și Iazlovăț și Hilăuții și Cozăreștii cu loc de moară.

...

Scris în Iași, în anul 7093 <1585> Mai 2.”
Din 21 noiembrie 1772 apare numirea de Caracuș. Denumirea ar proveni de la o năvală a turcilor care au pustiit satul. Turcii erau porecliți „Caracuși-păsări negre”.

## Demografie
La 1 noiembrie 2007 populația satului constituia 4.222 de locuitori dintre care populația aptă de muncă 2.134, pensionari 892 și copii până la 16 ani 1.027. Majoritatea populației sunt proprietari de terenuri agricole private.

### Structura etnică
Structura etnică a satului conform recensământului populației din 2004:
| Grup etnic         | Populație | % Procentaj |
| ------------------ | --------- | ----------- |
| Moldoveni / Români | 4.146     | 98,76%      |
| Ucraineni          | 25        | 0,6%        |
| Ruși               | 21        | 0,5%        |
| Evrei              | 3         | 0,07%       |
| Bulgari            | 2         | 0,05%       |
| Necunoscuți        | 1         | 0,02%       |
| Total              | 4.198     | 100%        |

## Administrație și politică
Componența Consiliului local Caracușenii Vechi (13 consilieri), ales la 5 noiembrie 2023, este următoarea:
|  | Partid                                       | Consilieri | Componență | Componență | Componență | Componență | Componență | Componență |
|  | -------------------------------------------- | ---------- | ---------- | ---------- | ---------- | ---------- | ---------- | ---------- |
|  | Partidul Socialiștilor din Republica Moldova | 6          |            |            |            |            |            |            |
|  | Mișcarea „Respect Moldova”                   | 4          |            |            |            |            |            |            |
|  | Partidul Acțiune și Solidaritate             | 2          |            |            |            |            |            |            |
|  | Partidul Comuniștilor din Republica Moldova  | 1          |            |            |            |            |            |            |